# تياغو إيلوري
تياغو أبيولا دلفيم ألميدا إيلوري (بالبرتغالية: Tiago Abiola Delfim Almeida Ilori‏) وهو لاعب كرة قدم إنجليزي المولد برتغالي الأصل والجنسية في مركز قلب الدفاع ولد في يوم 26 فبراير 1993 في مدينة هامبستيد في إنجلترا، يلعب حالياً مع نادي بوردو في فرنسا كمعار من نادي ليفربول في إنجلترا وسبق له اللعب مع نادي غرناطة ونادي سبورتينغ لشبونة ولعب مع منتخب البرتغال لكرة القدم تحت 21 سنة ويبلغ طوله 190 سم.

## روابط خارجية
- تياغو إيلوري على موقع الاتحاد الدولي (مؤرشف)  (الإنجليزية)
- تياغو إيلوري على موقع الاتحاد الأوربي (الإنجليزية)
- تياغو إيلوري على موقع قاعدة بيانات كرة القدم.إي يو (الإنجليزية)
- تياغو إيلوري على موقع ليكيب (الفرنسية)
- تياغو إيلوري على موقع Soccerbase.com (لاعب) (الإنجليزية)
- تياغو إيلوري على موقع Soccerway.com (الإنجليزية)
- تياغو إيلوري على موقع عالم كرة القدم.نت (الإنجليزية)
- تياغو إيلوري على موقع أوليمبيديا (الإنجليزية)
- تياغو إيلوري على موقع AS.com (الإسبانية)